# الدبورو، یورک‌شر شمالی
الدبورو، یورک‌شر شمالی (به انگلیسی: Aldborough, North Yorkshire) یک روستا و محله مدنی در بریتانیا است که در بوروبریج واقع شده‌است.